# Kjell Westö
Kjell Westö (Hèlsinki, 6 d'agost de 1961) és un autor i periodista filandès que escriu en suec. El 2006 va guanyar el Premi Finlàndia per la novel·la Där vi en gång gått(On vam anar un cop), un text històric ambientat durant la II Guerra Mundial i en concret a la Guerra d'Hivern. El 2014 va ser nominat al Premi Nòrdic de l'Acadèmia Sueca per la novel·la Hägring 38.

## Obres
- Tango orange (1986)
- Epitaf över Mr. Nacht (1988)
- Avig-Bön (1989; sota el pseudònim Anders Hed)
- Utslag och andra noveller (1989)
- Fallet Bruus. Tre berättelser (1992)
- Drakarna över Helsingfors (1996)
- Metropol (1998; amb Kristoffer Albrecht)
- Vådan av att vara Skrake (2000)
- Lang (2002)
- Lugna favoriter (2004)
- Där vi en gång gått (2006)
- Gå inte ensam ut i natten (2009)
- Sprickor : valda texter 1986-2011 (2011)
- Hägring 38 (Miratge 38) (2013)

## Premis
- Thanks for the Book Award 1997
- De Nios Vinterpris 2001
- Premi Finlàndia 2006
- Premi de Literatura del Consell Nòrdic 2014